# Tömlős költésrothadás
A tömlős költésrothadás vagy tömlősödés a házi méh fiasításának betegsége. A vírus a kifejlett méheket nem betegíti meg, de terjeszthetik a kórt. A vírus  (Sacbrood virus SBV) egy retrovírus, örökítőanyaga egyszálú RNS. Nagy-Britanniában az elpusztult fiasítás 80%-a, az egészséges 30%-a tartalmazta a vírust. Terjedhet a fertőzőtt méhekkel és az ázsiai méhatkával is, ezért az erősen atkás családoknál gyakoribb.
A beteg fiasítás szaga enyhe, nem jellemző. A betegség előrehaladtával a fedett fiasítás megsötétedik, miközben az álcák belső szervei elfolyósodnak. A többi költésrothadástól megkülönbözteti, hogy a maradványok vízzel teli tömlőre emlékeztetnek. Ha sokáig megmaradnak, akkor beszáradnak; ezzel a vírus elveszti fertőzőképességét. Beszáradva a maradványok pikkelyszerűek, a sejt oldalán hevernek, és könnyen kipiszkálhatók. A méhek a maradványok kidobálásával lelassítják a betegség terjedését. Csak szűkös táplálékforrások esetén, vagy akkor hatalmasodik el, amikor kevés a gyűjtőméh. Leggyakrabban késő ősszel jelentkezik. Ha a hordás jó, akkor a maradványok kidobálása meg is fékezi. A méhész szűkítéssel és etetéssel segítheti méheit.